# 御殿場プレミアム・アウトレット
御殿場プレミアム・アウトレット（ごてんばプレミアム・アウトレット、英文名称：Gotemba Premium Outlets）は、静岡県御殿場市に所在する、日本国内最大規模のアウトレットモールである。2000年7月開業。三菱地所グループの三菱地所・サイモンが運営する。

## 概要
かつて小田急電鉄が経営していた遊園地「小田急御殿場ファミリーランド」の跡地に出店した。三菱地所・サイモンが日本国内で展開する「プレミアム・アウトレット」の1号店である。敷地は小田急電鉄所有地のため、同社と30年間の賃貸借契約を結んでいる。
開業から数年間は、遊園地時代の観覧車が一部改修の上継続営業され、同所のランドマークとなっていた。観覧車は2015年8月31日に営業終了。その後、解体作業が2016年11月より2017年1月末まで行われた。跡地には小田急リゾーツのホテルが建設された。
東名高速道路御殿場インターチェンジ・足柄スマートインターチェンジから近く、箱根・伊豆などの温泉地のほか、富士山、朝霧高原、富士五湖などの観光の際の立寄り客も見込んでいる。
いわゆる「ゴールデンルート」の途上にある。外国人観光客が、関西国際空港から入国して三大都市圏と富士山を観光し、成田国際空港から離日する（またはその逆）定番ルートのことで、特に中国からの観光客の間でそう呼ばれる。 
東京圏在住者以外の日本人が、東京観光などとセットにして訪れる例も見られ、仙台泉プレミアム・アウトレット（宮城県）開業前は、佐野プレミアム・アウトレット（栃木県）とともに東北地方でもテレビCMが放映されていた。商圏人口は佐野プレミアム・アウトレットよりは少ないものの、2011年度の店舗売上高は586億円に達し、国内アウトレットモールの中で首位である。またアウトレットモールに留まらず、ショッピングセンターとしても国内最大規模である（アウトレットモール店舗数では三井アウトレットパーク 木更津、三井アウトレットパーク ジャズドリーム長島に次ぐ3位）。
三菱地所・サイモンは2016年9月7日、2020年春の開業を目指して小田急リゾーツのホテルを含む第4期の拡張計画を発表、2020年4月16日オープンを予定していたが、新型コロナウイルス感染症（COVID-19）対応の為延期（施設自体も休業）され、5月29日に運営再開した上で6月1日にオープンとなった。第4期拡張後の店舗数は290店舗。

## エリア

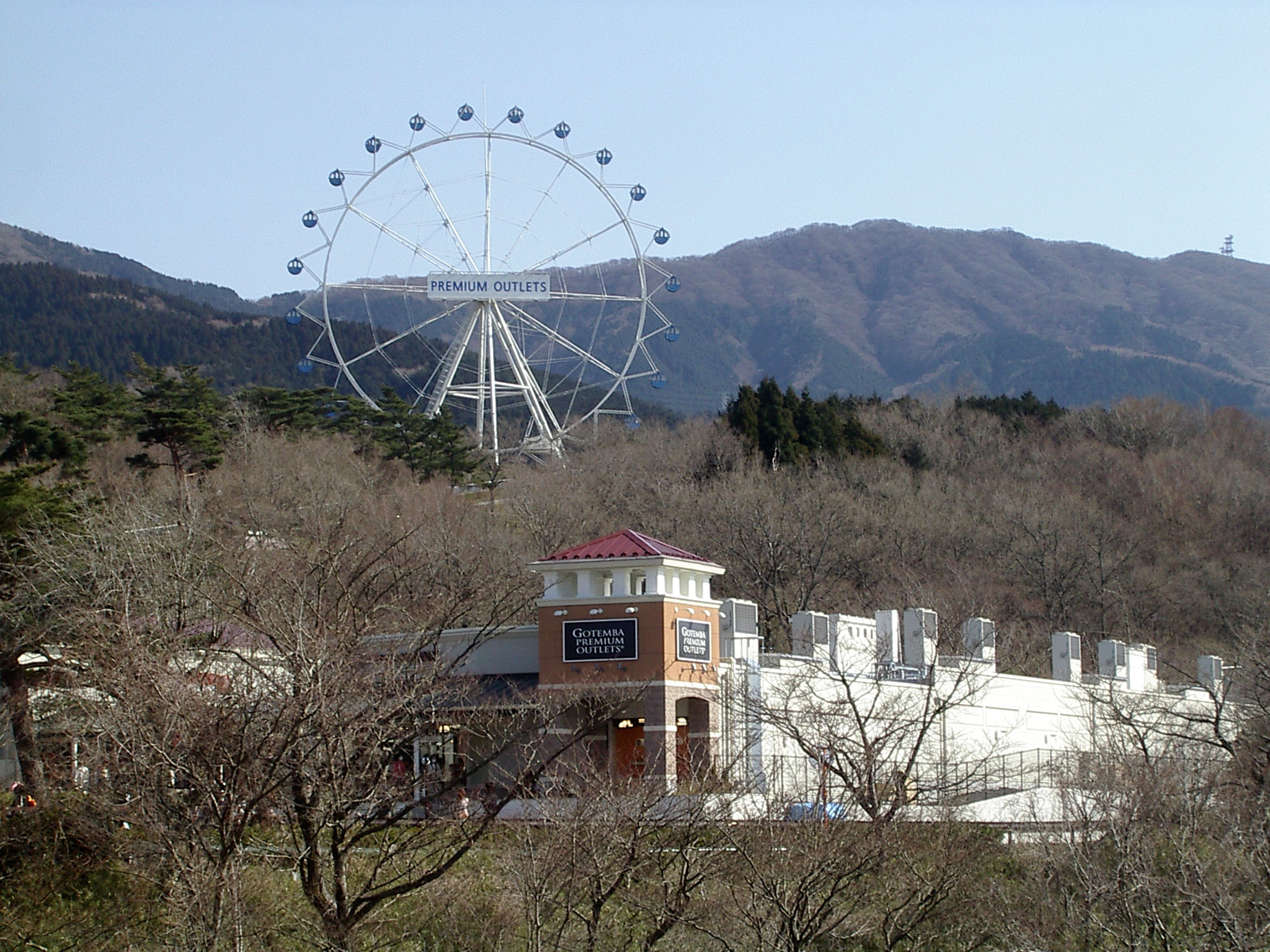
観覧車（現在は撤去）

「ウエストゾーン」「イーストゾーン」と「ヒルサイド」の3つのエリアで構成される。各エリア間は橋でつながっている。ウエストゾーンがアウトレット全体の正面口に当たり、シャトルバス等はこちらに到着する。谷を挟んで箱根山側にイーストゾーンとヒルサイドがあり、ヒルサイドは上段に位置する。
ヒルサイドの場所は、かつては観覧車やバラ園があった場所で、第4期開業時にはメリーゴーラウンド・ドロップ・タワー・ロードトレイン・水鉄砲（射的）が設置された。
各エリアを取り囲むように駐車場が用意されているほか、多客時には臨時の場外駐車場へ案内され無料シャトルバスでの連絡となる。

## 沿革
- 2000年7月13日：オープン、92店舗。
- 2003年7月8日：第2期拡張、165店舗。
- 2008年3月25日：第3期拡張、205店舗。
- 2019年12月15日：「HOTEL CLAD」と日帰り温泉施設「木の花の湯」開業[9]。
- 2020年4月10日 - 5月28日：新型コロナウイルス感染症（COVID-19）流行拡大の影響により休業。
- 2020年6月1日：第4期拡張エリアが開業（当初は同年4月16日に予定されていた）。290店舗[10]。

## 交通アクセス

### 自動車
- 東名高速道路 御殿場インターチェンジから10分
- 足柄スマートインターチェンジから5分。
- 大型連休など混雑が見込まれる日は、東名足柄サービスエリアからシャトルバスが運行されることがある。

### バス
箱根地区へ乗り入れる高速バス・路線バスでは「563」の停留所番号が設定されている。
- 無料シャトルバス

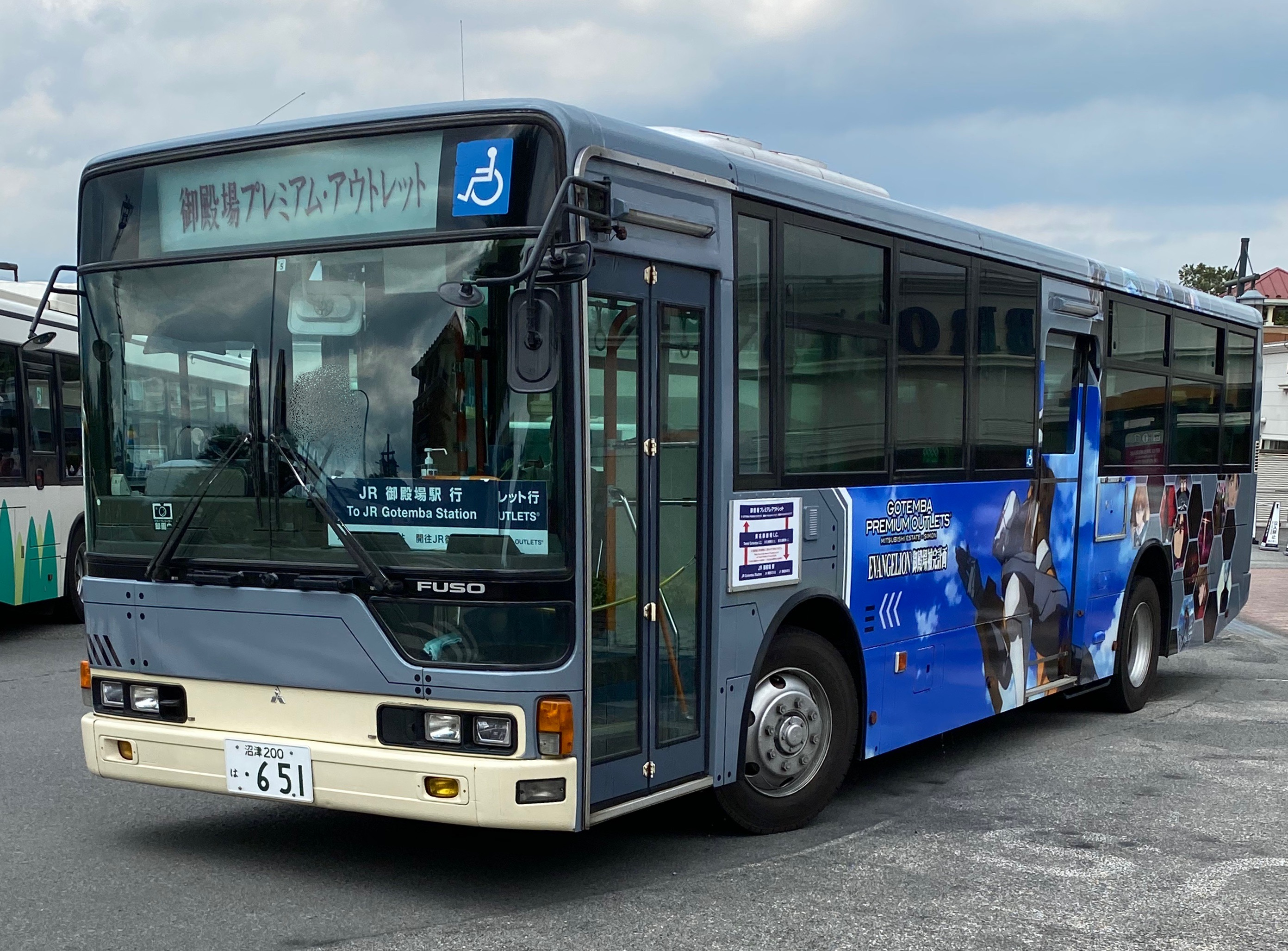
御殿場プレミアムアウトレット送迎バス（エヴァンゲリオンラッピング）

- JR御殿場線御殿場駅から東名御殿場バス停経由の無料シャトルバスを15分間隔で運行。
- 高速バス
  - 東京駅・バスタ新宿（新宿駅）・上野駅入谷口から「御殿場プレミアム・アウトレット号」（JRバス関東）。
  - 秋葉原駅から「秋葉原駅 - 御殿場プレミアム・アウトレット線」（京成バス・フジエクスプレス）。
  - バスタ新宿（新宿駅）から「御殿場プレミアム新宿号」または「箱根線」ホテルクラッド・木の花の湯行き（小田急ハイウェイバス）。
  - 池袋駅・ホテルメトロポリタンから「御殿場プレミアム・アウトレット号」（国際興業バス）。
  - 品川駅港南口から「品川駅 - 御殿場プレミアム・アウトレット線」（京浜急行バス）。
  - 二子玉川駅・渋谷駅（渋谷マークシティ）から「渋谷・二子玉川 - 御殿場プレミアム・アウトレット・河口湖駅・富士山駅線」（東急バス・京王バス・フジエクスプレス・富士急バス）。
  - 立川駅北口・矢川駅から「立川・矢川 - 御殿場線」（立川バス・土休日運行）。
  - 横浜駅（YCAT）から「御殿場プレミアム・アウトレット - 横浜線」（フジエクスプレス）。
  - 日吉駅・センター北駅・たまプラーザ駅・市が尾駅から「日吉駅・センター北駅・たまプラーザ駅・市が尾駅 - 御殿場プレミアム・アウトレット線」（東急バス・フジエクスプレス）。
  - 西船橋駅・京成津田沼駅・津田沼駅から「津田沼・西船橋 - 御殿場プレミアム・アウトレット線」（京成バス・フジエクスプレス）。
  - 富士山麓電気鉄道富士急行線河口湖駅・富士急ハイランド・富士山静岡空港から特急バスまたは高速バス「河口湖 - 富士山静岡空港線」（富士急モビリティ）。
  - 大型連休など混雑が見込まれる日は、東名足柄サービスエリアからシャトルバスが運行されることがある。
  - ウエストゾーンとヒルサイドを連絡するシャトルバスが運行されており、一時間に2往復設定されている。
  - その他、場外の臨時駐車場が開設された際には、駐車場と施設の間を移動するシャトルバスも運行される。
- 路線バス
  - 三島駅・裾野駅・岩波駅から路線バス（富士急モビリティ）。
  - 小田急箱根鉄道線（箱根登山電車）強羅駅・仙石から「観光施設めぐりバス」（箱根登山バス、1時間に1本程度）。
  - 小田急箱根鉄道線（箱根登山電車）箱根湯本駅から路線バス（箱根登山バス、直通便は1日2.5往復。その他は「仙石」でのりかえ）。
  - 箱根桃源台・仙石から小田急ハイウェイバス（日中30 - 60分毎）で御殿場駅下車、無料シャトルバス利用。
  - 小山町コミュニティバスデマンド路線各線。
  - 富士急行線河口湖駅・富士急ハイランド・富士山駅・山中湖 旭日丘・道の駅すばしりから路線バス（富士急バス・富士急モビリティ）。